# غولف الثلج
الغولف الثلجي هي رياضة تعتمد على الجولف ولكنها تُلعب على سطح الثلج أو الجليد بدلاً من العشب. ويطلق على «الخضر» اسم «البيض» ولها سطح ثلجي أو جليدي ثابت.

## التريخ

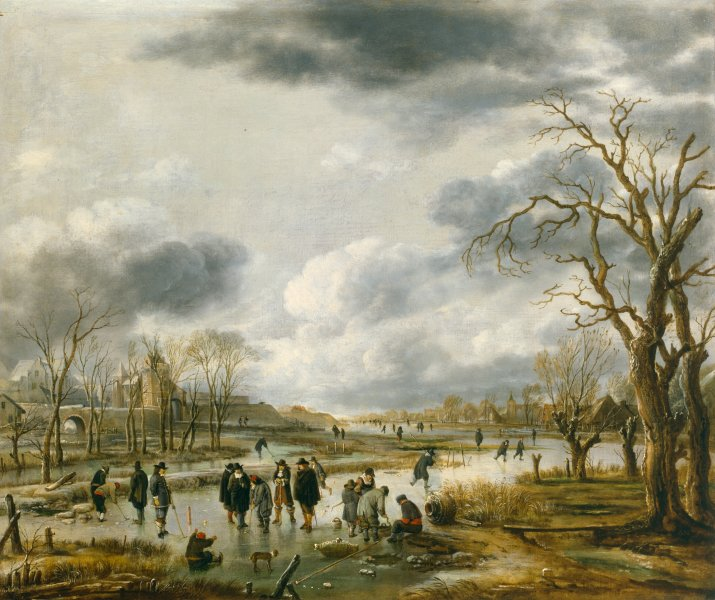
أيرت فان دير نير ، إيجسفيرماك بويتن دي ستادسوال (حوالي 1655)

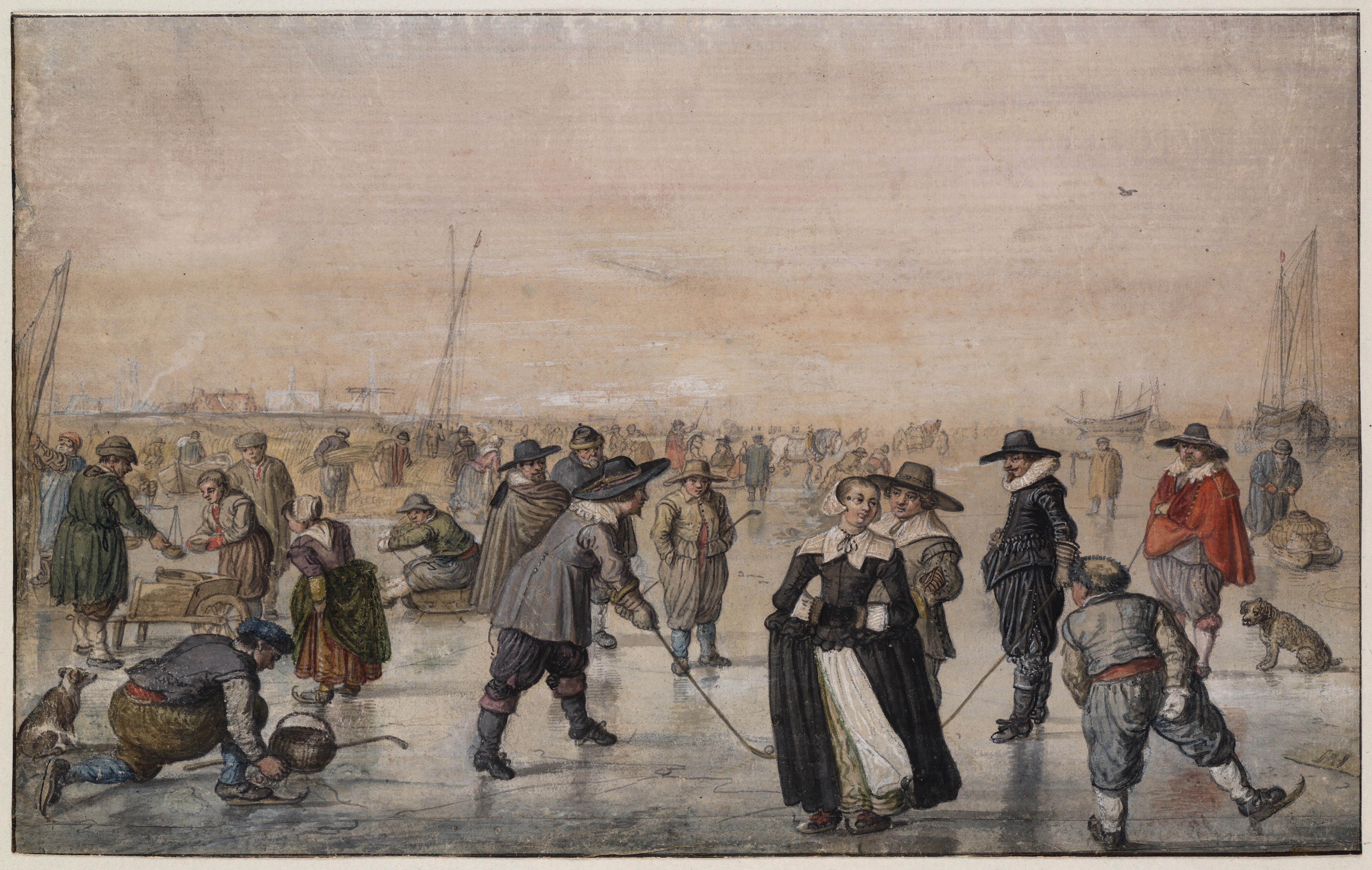
هندريك أفركامب ، مشهد على الجليد (حوالي 1615)

يمكن رؤية الأدلة على ممارسة الجولف باعتبارها هواية شتوية شهيرة في العديد من لوحات القرن السابع عشر للفنانين المشهورين على سبيل المثال أرت فان دير نير  وهيندريك أفيركامب. وهناك أدلة أيضًا تدٌل أن لعبة الجولف كانت تُلعب على الاسطح الثلجة والجليدة في اسكتلندا.

## جولف الثلج (جولف الجليد)

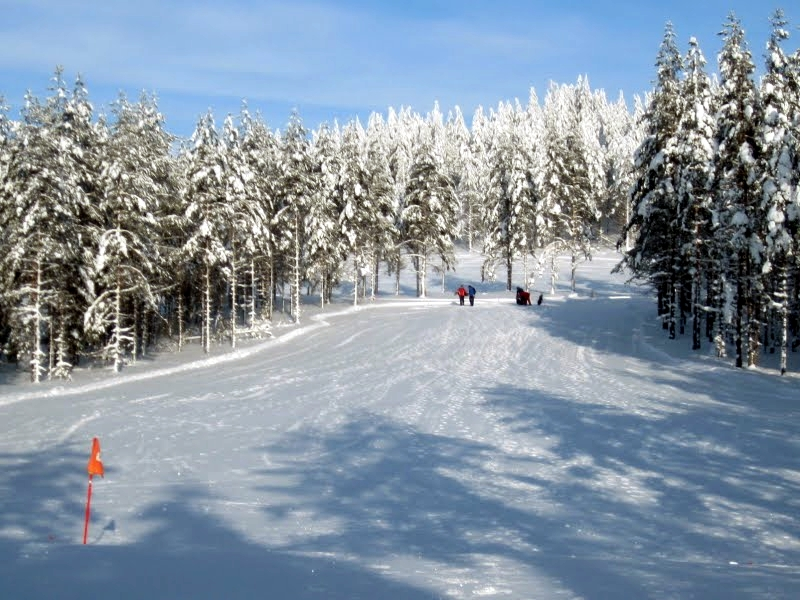
منظر على ملعب جولف ثلجي عالي الجودة.

تقام دورة تدريبية عالية الجودة كل شتاء في Jämijärvi . ملعب غابات من تسع حفر معروف بحفره البالغ 480 مترًا، تحاول محاكاة ظروف اللعبة الصيفية بصورة عالية. كما تقدم خدماتها لأحداث مثل مسابقة جامعة آلتو التي نظمت في عام 2011

## الأحداث المتكررة
تقام بطولة العالم السنوية للغولف الجليدي على ملعب الغولف الواقع في أقصى شمال العالم على الجرف الجليدي بالقرب من أوماناق، جرينلاند منذ عام 1997.ويتم إصلاح الدورة بواسطة الجليد المتحرك كل عام ويعتمد اللعب اعتمادا كبيرا على الأحوال الجوية، وبالتالي، تم إلغائه عدة سنوات متتالية. يسمح للمتسابقين بحد أقصى 36 إعاقة. لا يُنصح باستخدام النوادي التي تحتوي على أعمدة الجرافيت، حيث يمكن أن تتحطم في درجات الحرارة القصوى.
وأقيمت بطولة قولف الجليد في الأرجنتين تحديدا في سيرو كاستور، أوشوايا منذ عام 2008، على يد خوسيه إم غارسيا داروكا.
بطولة العالم لسنوجولف للهواة أقيمت في يناير من عام 2007 في أبتيناو، النمسا. يتم استضافة هذا الحدث كحدث نمساوي رئيسي للمشاهير وبرعاية ولاية سالزبورغ كجزء من الخطة السياحية[بحاجة لمصدر] . بطولة عالمية أخرى للغولف الثلجي أقيمت في أوبيرتويرن، النمسا. بطلة العالم النسائية الجديدة سارة هوتزل (النمسا) 
أقيمت بطولة أوروبية أخرى في لعبة غولف الثلج في سويسرا خلال الفترة من 13 إلى 16 يناير 2011. وكان من حق اثنين وسبعين مؤهلاً للعب في دورة اليومين 
أما في الولايات المتحدة، هناك بطولة غير معروفة ولكنها رائجة، (ThGrimes Hill e CC Edition)، التي تعقد سنوياً في ولاية فيرمونت، تضع لاعبي الغولف ضد بعضهم البعض في مباراة فاصلة من ثلاث حفر لتحديد لاعب غولف الجليد ألافضل في البلاد. في كانون الثاني (يناير) 2017، قام جون ماثيو مانويل بعمل ثقب معجزة في الحفرة الثالثة والأخيرة (يقول بعض شهود العيان أن اللقطة كانت من مسافة تصل إلى 50 ياردة) لاستعادة البطولة السنوية.[بحاجة لمصدر]
كأس الجولف الشتوي هي جولة سنوية للجولف على الجليد تزور أربعة منتجعات تزلج مختلفة في جبال الألب، وهي: كورشوفيل وميجيف وفال دي إيسير في فرنسا وكذلك أيضا كرانزـ موتتانا في سويسرا.

## روابط خارجية
- "SNOWGOLF Worldchampionship 2009"